# Lee Kernaghan
Lee Kernaghan OAM (1964-), est un chanteur de musique country australien.
La musique country australienne a développé un style unique dont des principaux représentants contemporaines sont Lee Kernaghan, Kasey Chambers et Sara Storer.

## Discography

### Albums
- The Outback Club (1992)
- Three Chain Road (1993)
- 1959 (1995)
- Hat Town (1997)
- The Christmas Album (1999)
- Rules Of The Road (2000)
- Electric Rodeo (2003)
- The Big Ones - Greatest Hits Vol.1 (2004)
- The New Bush (2006)
- Spirit of the Bush (2007)
- Planet Country (2009)